# Amharclann an Ghrianáin
L'Amharclann an Ghrianáin (Teatre del Grianán), amb un aforament de 383 seients, és un teatre del Comtat de Donegal, a Port Road, a Letterkenny, (Irlanda). Compta amb l'escenari més gran d'Irlanda. Va obrir les portes l'octubre de 1999.